# Пояс вірності

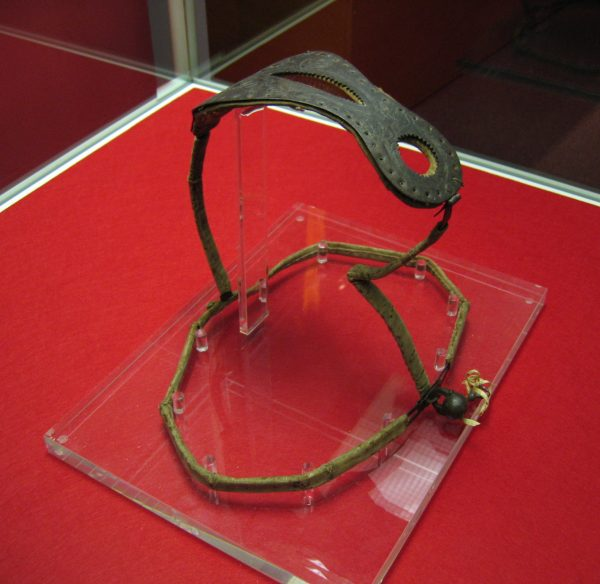
Пояс вірності

По́яс ві́рності, пояс цнотли́вості, венеційські ґратки — пристрій, який механічно запобігає статевому акту. Деякі пояси вірності перешкоджають також мастурбації.

## Історія
Перші згадки про пояси вірності в піснях і поемах датуються XII століттям. Але ці згадки є, швидше за все, поетичними метафорами. Перша серйозна згадка про пояс вірності датується XV століттям. Книга «Bellifortis», закінчена 28 серпня 1405 року Конрадом Кайзером фон Ейштаттом (нім. Konrad Kyeser von Eichstätt), містить ілюстрацію з коментарем: «Це важкий залізний пояс, яким закриваються жінки Флоренції». У тексті згадані також й інші італійські міста — Рим, Венеція, Мілан, Бергамо — як місця, де виробляються пояси вірності. Однак невідомо, чи є ця інформація правдою чи вигадкою автора.
Перші пояси вірності, що дійшли до нас, датуються XVI століттям, зокрема, знайдений у могилі XVI століття скелет молодої жінки з поясом вірності. У цьому столітті й почалося їхнє масове виробництво.
У вікторіанській Англії вперше винайшли чоловічий пояс вірності. Він використовувався, щоб перешкодити хлопчикам мастурбувати. Тоді в Англії вважалося, що онанізм приводить до сліпоти, божевілля, раптової смерті і т. д.
У XX столітті з'явилися пояси вірності з нержавіючої сталі, які можна носити досить довго. Сьогодні пояси вірності для обох статей використовуються як сексуальний фетиш і в практиці БДСМ.